# Cegielnia (powiat Sandomierski)
Cegielnia is een dorp in de Poolse woiwodschap Święty Krzyż. De plaats maakt deel uit van de gemeente Koprzywnica en telt 581 inwoners.